# Флаг Харцызска
Флаг Харцызска — официальный символ города Харцызск. Флаг имеет квадратную форму, на зелёном поле изображено белое перекрестие, в центре которого размещен малый герб города. Зелёный цвет поля — цвет надежды, изобилия, свободы и радости. В сочетании с перекрестием зеленое поле щита символизирует зеленый луг, по которому проходят две пересекающиеся дороги, где, собственно, и возник город.